# Britânia (província romana)
Britânia (em latim: Britannia) era a província que ocupava o centro-sul da ilha da Grã-Bretanha, conforme determinavam os romanos. Como província romana, existiu entre 43 e 410 d.C..:129–131

## Primeiros contatos
A Britânia não era desconhecida pelo mundo clássico. No início do século IV a.C., quando gregos e cartagineses trocavam estanho com os bretões, as ilhas Britânicas eram conhecidas pelos gregos como as Cassiteritas ("ilhas de estanho"). O navegador cartaginês Himilco é apontado como tendo visitado a ilha no século V a.C., e o explorador grego Piteas no século IV a.C.. Piteas explorou quase todo o litoral da ilha até 325 a.C. e escreveu uma descrição bastante detalhada sobre sua geografia e habitantes.
A ilha da Britânia tinha sido habitada por populações diversas até que, no século IV a.C., chegaram os celtas, os quais empurraram a ditas populações até as regiões periféricas. Mas ainda era considerada um lugar envolto em mistérios, tanto que alguns escritores ainda negavam sua existência.

## Invasões da Britânia por Júlio César
Júlio César efetuou duas expedições à ilha nos anos 55 e 54 a.C., derrotando o rei Cassivelauno (Cassivellaunus), mas sem chegar a consolidar a incursão e sem terminar de dominar os moradores da ilha, pois as revoltas na Gália e as pressões de Pompeu e Crasso obrigaram-no a regressar ao continente. Os britânicos comprometeram-se a jurar fidelidade a Roma e a pagar tributo.

## Conquista romana definitiva
Quase um século depois, em 43 d.C., o imperador Cláudio organizou uma invasão com seu general Aulo Pláucio a frente da força invasora, que contava com quatro legiões. Os historiadores discordam acerca dos motivos que levaram o imperador a empreender a conquista, ainda que muitos afirmem que foi o desejo de obter fama e boa reputação entre os romanos, já que suas deficiências como imperador eram evidentes. A desculpa formal para iniciar a conquista estava no fato de a Britânia ter grandes vínculos de entendimento e comércio com os Belgas da Gália através do canal da Mancha, pelo que Cláudio e seus conselheiros pensaram que a Gália não estaria nunca segura sem a anexação da Britânia. O próprio Cláudio assistiu à campanha durante algum tempo e, entusiasmado pelo êxito obtido, quis perpetuá-lo dando o nome de Britânico a seu filho.
Entretanto, os enfrentamentos foram duros. Depois do desembarque em Richborough, os filhos de Cimbelino (Cunobelinus), líder da confederação das tribos dos Catuvelaunos e os Trinovantes, Carataco e Togodumno ofereceram uma grande resistência, mas, tomados pela surpresa pela invasão, foram derrotados. Pláucio acampou à espera do imperador, a cuja chegada, procederam a tomar a capital de Cimbelino, Camuloduno (atual Colchester), o que provocou que numerosas tribos britânicas (atrebates, icenos e brigantes) aceitassem a soberania romana.
Entretanto, Carataco tentou organizar a facção anti-romana, forte nos vales e montanhas galesas. Os quatro anos seguintes foram utilizados pelos romanos para consolidar suas posições romanas no sudeste, sudoeste e nas Midlands. Por volta de 47, a fronteira provincial estava constituída por uma linha imaginária que ia de Exeter a Lincoln. Chichester se converteu no principal centro romano da ilha. Neste ano, Pláucio foi sucedido por Públio Ostório Escápula, quem iniciou o ataque contra as tribos rebeldes de Gales, os Siluros e os Ordovicos, a mando de Carataco, que foram derrotados em 49 Carataco fugiu e buscou refúgio entre os Brigantes, tribo que ocupava o norte da atual Inglaterra, mas foi entregue por sua rainha, Cartimândua, aos romanos. Paralelamente, em 49, criava-se a colônia romana de Camuloduno.
A derrota de Carataco, entretanto, não trouxe consigo a conquista de Gales, coisa que não ocorreria definitivamente até quase dez anos depois, sob o mando do procônsul romano Caio Suetônio Paulino. Paralelamente, os romanos apoiavam a facção pró-romana dos Brigantes, encabeçada pela rainha Cartimândua, que manteve uma política pró-romana frente à facção anti-romana liderada por seu marido (finalmente, em 71, o reino dos Brigantes seria anexado por Roma).
Entretanto, entre 60 e 61, começou a rebelião dos Icenos, comandados pela sua rainha Boadiceia (Budicca ou Boudicca), descontentes pela anexação de seus territórios efectuada pelos romanos. Apoiada por outras tribos, como a dos Trinovantes, lutou com grande dureza e conseguiu inclusive expulsar Suetônio Paulino da cidade de Londínio (atual Londres),  ainda que finalmente este acabasse com a rebelião. As colônias romanas de Camuloduno (Batalha de Camuloduno), Londínio e Verulâmio foram destruídas. Estima-se que entre setenta e oitenta mil pessoas foram mortas nas três cidades. O governador romano, Suetônio Paulino, reuniu duas legiões e derrotou os revoltosos em batalha na qual a proporção das tropas era de vinte para cada romano. Depois desta revolta começou um período mais tranquilo, ainda que não longo de novas rebeliões, que possibilitou o começo da romanização.
Com a conquista de Cláudio, Britânia passou a ser província romana regida por um governador. Desde seu início como nova província ofereceu a Roma uma grande insegurança, pelo que teve necessidade de uma constante presença militar, sobretudo a norte e a leste da linha formada pela calçada de Exetera Lincoln (antiga Lindo). Teve contínuas revoltas, sendo necessária a execução de grandes obras para facilitar o acesso das legiões até ao norte. Uma destas obras foi a construção de uma ponte sobre o rio Tâmisa. O governador Cneu Júlio Agrícola se viu obrigado a dirigir uma nova expedição militar para submeter à tribo celta dos ordovicos em 78, localizada na atual Gales e dois anos depois chegou até à Caledônia (atual Escócia), na que as tribos dos Pictos conservavam a sua independência.
Em 84, deu-se a batalha do monte Gráupio, no norte, na qual as tropas romanas derrotaram decisivamente a confederação caledônia (Tácito cita 10 mil mortes entre os caledônios, nome que os romanos davam aos Pictos). Os romanos terminaram por recuar após a batalha para uma linha mais defensável ao longo do istmo de Forth-Clyde. No início do século II, a fronteira recuou um pouco mais para o sul, na linha do istmo de Solway-Tyne. Adriano viria a ordenar a construção, naquela linha, a partir de 120, da famosa muralha que levaria seu nome.
As sucessivas revoltas de tribos locais exigiam a manutenção na ilha de pelo menos três legiões, o que conferia a um governador ambicioso a base para uma rebelião em busca da dignidade imperial. Ao longo de sua história, a província assistiu a rebeliões militares e a usurpadores imperiais. A tentativa, da parte de Septímio Severo, de solucionar este problema - a divisão da província (e do poder militar) em duas, Britânia Superior e a Inferior (início do século III) - logrou manter a paz na região por pouco menos de um século.
Nova rebelião da parte de um usurpador, no final do século III, levou o imperador Constâncio Cloro a redividir a província em quatro:
- Máxima Cesariense (Maxima Caesariensis), sediada em Londres;
- Britânia Prima;
- Flávia Cesariense (Flavia Caesariensis);
- Britânia Segunda.

## Demografia
A Britânia romana tinha uma população estimada em 2,8 milhões de pessoas no final do século II. Ao final do século IV, sua população girava em torno de 3,6 milhões, dos quais 125 000 eram membros do exército romano e suas famílias e dependentes.

## Diocese da Britânia e anos finais
A Diocese da Britânia (em latim: Diocesis Britannia) foi uma diocese subordinada à prefeitura pretoriana da Gália no período final do Império Romano criada durante a reforma de Diocleciano no final do século IV.
As crescentes dificuldades romanas com os bárbaros no continente no final do século IV e no século V fizeram com que tropas romanas fossem gradativamente retiradas da Britânia. Um usurpador, Constantino III, levou suas legiões da Britânia para a Gália em 407, onde foi derrotado por Constâncio, mestre dos soldados (magister militum) de Honório (posteriormente nomeado Augusto como Constâncio III). Em 409, os bretões expulsaram a administração civil romana.
A Britânia é classificada como parte da Romania submersa, ou seja, foi uma das partes do império em que as línguas neolatinas não se desenvolveram.